# Peter Claes
Peter Claes is een Vlaams ondernemer. 

## Levensloop
Hij studeerde van 1992 tot 1996 toegepaste economische wetenschappen aan de Universiteit van Antwerpen. Hij studeerde ook media en communicatie aan de Universiteit Gent en marketing and advertising aan de Université libre de Bruxelles. Vervolgens startte hij zijn carrière bij het reclamebureau BBDO.

### VRT
In 2002 werd hij marketingmanager bij Canvas. Hij bekleedde er eerst een aantal marketingfuncties en vanaf 2004 werkte hij mee aan de lancering van de sportzender Sporza. Hij werd uiteindelijk algemeen marketingmanager voor radio, televisie en de site.
In 2011 kreeg hij ook de verantwoordelijkheid over de aanbodstrategie en bouwde in die hoedanigheid de positionering van VRT-merken uit. In 2010 werd hij tot 'Advertising Personality of the Year' verkozen. In het voorjaar van 2013 kreeg Claes de leiding over VRT Start up, een interne incubator die een toekomstgericht aanbod voor de nieuwe generatie jongeren moet uitwerken.
Op 1 september 2013 volgde Peter Claes Leo Hellemans op als algemeen directeur Media van de VRT. Toen de directie Media en de productiehuizen Radio en Televisie in 2015 samengevoegd werden tot de directie Media en Productie, kwam Claes aan het hoofd te staan van deze nieuwe structuur.

#### Beschuldigingen van zelfverrijking
Eind november 2019 ontstond er een conflict met Paul Lembrechts, de ceo van de VRT. Dit ging aan de ene kant over de besparingen die de Vlaamse regering de VRT had opgelegd, en aan de andere kant over de zeer dure en soms dubieuze contracten die Claes had getekend met externe medewerkers en productiehuizen, zonder overleg met de andere directieleden. Unaniem gesteund door het directiecomié (op Claes na) vraagt Lembrechts het ontslag van Claes, dat echter door de raad van bestuur geweigerd wordt, eveneens unaniem. Peter Claes werd tijdelijk op non-actief gezet. Er was sprake van een ernstige vertrouwensbreuk aan de top die al weken etterde.. Daarna werd een bemiddelaar aangesteld. De hulp kon niet baten. Op 20 januari 2020 ontsloeg de Vlaamse Overheid dan ceo Paul Lembrechts. Lembrechts werd tijdelijk vervangen door voormalig-ceo-op-pensioen Leo Hellemans. Een paar weken later vertrok Claes dan ook bij de VRT.
In oktober 2020 publiceerde Audit Vlaanderen de resultaten van een doorlichting. De VRT werd erin beschreven als "een organisatie waar systematisch en bewust budgetten worden misbruikt voor zelfverrijking of het bevoordelen van bevriende partijen".  Specifiek de afdeling van Claes, en de dubieuze en dure contracten die hij tekende, waren punt van kritiek. 

### Overige activiteiten
In 2010 was Claes voorzitter van de vzw 'Lier 800 jaar stad' en was hij verantwoordelijk voor de coördinatie van de evenementen in het kader van 800 jaar stadsrechten in Lier. Enkele dagen na de bekendmaking kwam kritiek op de samenstelling van het dagelijks bestuur van de vzw. Voorzitter Peter Claes was immers echtgenoot van gemeenteraadslid en voormalig schepen Sophie D'Hulst (Lier&Ko) die schepen van evenementen Els Van Weert (Lier Leeft) in de gemeenteraad verving toen deze staatssecretaris voor Duurzame Ontwikkeling en Sociale Economie was in de regering-Verhofstadt II.
Hij is tevens bestuurder van voetbalclub Lyra-Lierse Berlaar en lid van de raad van bestuur en het strategisch comité van de culturele instelling Ancienne Belgique. 